# Guangling (Datong)
Guangling léase Kuáng-Ling (en chino:广灵县,pinyin:Guǎnglíng xiàn) es un condado bajo la administración directa de la ciudad-prefectura de Datong. Se ubica al norte de la provincia de Shanxi, este de la República Popular China. Su área es de 1283 km² y su población total para 2018 fue +100 mil habitantes. 

## Administración
El condado de Guangling se divide en 9 pueblos que se administran en 2 poblados y 7 villas.